# WASP-74
Étoile à grand mouvement propre (d)
Source de proche infrarouge (d)
Étoile variable
WASP-74 est une étoile de la constellation de l'Aigle, située à 149,477 ± 0,332 9 pc (∼488 al) de la Terre.